# Capela de Nossa Senhora das Necessidades e Santa Marta
A Capela de Nossa Senhora das Necessidades e Santa Marta é um templo católico existente na Ericeira erigido em 1760 no lugar onde a Ermida de Nossa Senhora das Necessidades tinha sido construída em 1484.
Esta ermida era já local de devoção, ligada a curas milagrosas de peste. A Capela apresenta um retábulo de talha dourada típico da arte sacra do século XVIII.
Possui as imagens de Nossa Senhora das Necessidades, Santa Marta, Santa Luzia, Nossa Senhora de Fátima e do Sagrado Coração de Jesus.